# Lista de times que cederam jogadores à Seleção Brasileira em Copas do Mundo
Esta é uma lista dos clubes que cederam jogadores à Seleção Brasileira em Copas do Mundo.
Em negrito, os anos em que a seleção brasileira foi a campeã da competição:
| Clube                  | Total de jogadores | Copas do Mundo                                                                                                   |
| ---------------------- | ------------------ | --- |
| Botafogo               | 47                 | 1930, 1934, 1938, 1950, 1954, 1958, 1962, 1966, 1970, 1974, 1978, 1982, 1986, 1990, 1998, 2014                   |
| São Paulo              | 46                 | 1934, 1950, 1954, 1958, 1962, 1966, 1970, 1974, 1978, 1982, 1986, 1990, 1994, 1998, 2002, 2006                   |
| Vasco da Gama          | 41                 | 1930, 1934, 1938, 1950, 1954, 1958, 1966, 1978, 1982, 1990, 1994, 1998                                           |
| Flamengo               | 35                 | 1930, 1934, 1938, 1950, 1954, 1958, 1966, 1970, 1974, 1978, 1982, 1986, 1990, 1994, 1998, 2002, 2010, 2022, 2025 |
| Fluminense             | 31                 | 1930, 1938, 1950, 1954, 1958, 1962, 1966, 1970, 1974, 1978, 1982, 1986, 1990, 1994, 2014                         |
| Palmeiras              | 25                 | 1938, 1950, 1954, 1958, 1962, 1970, 1974, 1978, 1986, 1994, 2002, 2022                                           |
| Santos                 | 24                 | 1930, 1958, 1962, 1966, 1970, 1974, 2010                                                                         |
| Corinthians            | 24                 | 1938, 1950, 1954, 1958, 1966, 1970, 1974, 1978, 1982, 1986, 1994, 1998, 2002, 2006, 2018                         |
| Real Madrid            | 13                 | 1998, 2002, 2006, 2010, 2014, 2018, 2022                                                                         |
| Atlético Mineiro       | 12                 | 1970, 1978, 1982, 1986, 1998, 2002, 2014,                                                                        |
| Cruzeiro               | 11                 | 1966, 1970, 1974, 1978, 1994, 1998, 2002, 2010                                                                   |
| Barcelona              | 11                 | 1994, 1998, 2002, 2006, 2010, 2014, 2018, 2022                                                                   |
| Roma                   | 10                 | 1982, 1994, 1998, 2002, 2010, 2014, 2018                                                                         |
| Paris Saint-Germain    | 9                  | 1994, 2002, 2014, 2018, 2022                                                                                     |
| Internacional          | 8                  | 1950, 1974, 1978, 1986, 1982, 1990                                                                               |
| Grêmio                 | 8                  | 1966, 1970, 1982, 1986, 2002, 2018                                                                               |
| Internazionale         | 8                  | 1998, 2002, 2006, 2010, 2014, 2018                                                                               |
| Milan                  | 7                  | 1998, 2002, 2006, 2010                                                                                           |
| Benfica                | 6                  | 1990, 2006, 2010                                                                                                 |
| Portuguesa             | 6                  | 1954, 1958, 1962, 1970                                                                                           |
| Manchester City        | 6                  | 2014, 2018, 2022                                                                                                 |
| Juventus               | 6                  | 2006, 2010, 2018, 2022                                                                                           |
| Chelsea                | 6                  | 2014, 2018, 2022                                                                                                 |
| Bayer Leverkusen       | 5                  | 1990, 1994, 1998, 2002, 2006                                                                                     |
| Olympique de Lyon      | 5                  | 2002, 2006, 2010                                                                                                 |
| Ponte Preta            | 5                  | 1978, 1982 |
| São Cristóvão          | 5                  | 1930, 1938 |
| Bangu                  | 4                  | 1950, 1958, 1962, 1966                                                                                           |
| Bayern de Munique      | 4                  | 1994, 2006, 2014                                                                                                 |
| America                | 3                  | 1930, 1938 |
| Tottenham Hotspur      | 3                  | 2010, 2014, 2022                                                                                                 |
| Liverpool              | 3                  | 2018, 2022 |
| Arsenal                | 3                  | 2006, 2022 |
| Wolfsburg              | 3                  | 2010, 2014 |
| Napoli                 | 3                  | 1990, 2014 |
| Atlético de Madrid     | 3                  | 1982, 2018 |
| Manchester United      | 3                  | 2022 |
| Shakhtar Donetsk       | 3                  | 2014, 2018 |
| Deportivo La Coruña    | 2                  | 1994 |
| Fiorentina             | 2                  | 1990, 1998 |
| Americano              | 2                  | 1930, 1934 |
| Porto                  | 2                  | 1990, 1998 |
| Torino                 | 2                  | 1986, 1990 |
| Sevilla                | 2                  | 2010, 2022 |
| Athletico Paranaense   | 1                  | 2002 |
| Bordeaux               | 1                  | 1994 |
| Galatasaray            | 1                  | 2010 |
| Guarani                | 1                  | 1986 |
| Hertha Berlim          | 1                  | 2006 |
| Júbilo Iwata           | 1                  | 1998 |
| Olympique de Marseille | 1                  | 1990 |
| Panathinaikos          | 1                  | 2010 |
| Parma                  | 1                  | 2002 |
| Portuguesa Santista    | 1                  | 1938 |
| PSV                    | 1                  | 1990 |
| Real Betis             | 1                  | 1998, 2002 |
| Reggiana               | 1                  | 1994 |
| Shimizu S-Pulse        | 1                  | 1994 |
| Stuttgart              | 1                  | 1994 |
| Toronto FC             | 1                  | 2014 |
| Udinese                | 1                  | 1986 |
| Villarreal             | 1                  | 2010 |
| Yokohama F. Marinos    | 1                  | 1998 |
| Ypiranga de Niterói    | 1                  | 1930 |
| Zenit                  | 1                  | 2014 |
| Nacional               | 1                  | 1934 |
| Beijing Guoan          | 1                  | 2018 |
| Newcastle              | 1                  | 2022 |
| West Ham               | 1                  | 2022 |
| Pumas                  | 1                  | 2022 |

Atualizado em 07/11/2022.

## Times brasileiros que cederam jogadores à Seleção Brasileira nas edições em que foram campeões
- 1. São Paulo - 13 jogadores
  - 1958 - De Sordi, Mauro, Dino Sani
  - 1962 - Bellini, Jurandir
  - 1970 - Gerson
  - 1994 - Müller, Cafu, Zetti, Leonardo
  - 2002 - Rogério Ceni, Belletti, Kaká

- 2. Santos - 11 jogadores (14 convocações)
  - 1958 - Zito, Pepe, Pelé
  - 1962 - Melgalvio, Coutinho, Pepe, Gylmar, Mauro, Zito, Pelé
  - 1970 - Pelé, Clodoaldo, Carlos Alberto, Joel Camargo e Edu

- 3. Palmeiras - 9 jogadores
  - 1958 - Mazolla
  - 1962 - Djalma Santos, Zequinha, Vavá.
  - 1970 - Baldocchi, Emerson Leão
  - 1994 - Mazinho, Zinho
  - 2002 - Marcos

- 4. Corinthians - 8 jogadores
  - 1958 - Gylmar dos Santos, Oreco
  - 1970 - Ado, Roberto Rivellino
  - 1994 - Viola
  - 2002 - Dida, Ricardinho, Vampeta.

- 4. Botafogo - 8 jogadores (11 convocações)
  - 1958 - Nilton Santos, Didi, Garrincha
  - 1962 - Nilton Santos, Didi, Garrincha, Zagallo, Amarildo.
  - 1970 - Paulo Cézar Caju, Jairzinho, Roberto Miranda

- 6. Flamengo - 7 jogadores
  - 1958 - Zagallo, Moacir, Dida, Joel
  - 1970 - Brito
  - 1994 - Gilmar
  - 2002 - Juninho Paulista

- 7. Fluminense - 6 jogadores (7 convocações)
  - 1958 - Castilho
  - 1962 - Castilho, Altair, Jair Marinho
  - 1970 - Felix, Marco Antonio
  - 1994 - Branco

- 8. Cruzeiro - 5 jogadores
  - 1970 - Tostão, Piazza e Fontana
  - 1994 - Ronaldo
  - 2002 - Edilson

- 9. Vasco da Gama - 4 jogadores
  - 1958 - Bellini, Orlando, Vavá.
  - 1994 - Ricardo Rocha

- 10. Portuguesa - 3 jogadores
  - 1958 - Djalma Santos
  - 1962 - Jair da Costa
  - 1970 - Zé Maria

- 10. Grêmio - 3 jogadores
  - 1970 - Everaldo
  - 2002 - Anderson Polga, Luizão.

- 12. Atlético Mineiro - 2 jogadores
  - 1970 - Dario
  - 2002 - Gilberto Silva

- 13. Atlético Paranaense - 1 jogador
  - 2002 - Kleberson

- 13. Bangu - 1 jogador (2 convocações)
  - 1958 - Zózimo
  - 1962 - Zózimo

Por estado do clube:
- São Paulo: 44 jogadores (47 convocações)
- Rio de Janeiro: 26 jogadores (31 convocações)
- Minas Gerais: 7 jogadores
- Rio Grande do Sul: 3 jogadores
- Paraná: 1 jogador